# Zeche Fridolin
Die Zeche Fridolin war eines der vielen kleinen Stollen-Bergwerke im Raum Essen-Freisenbruch.
Das Grubenfeld ist am 6. April 1836 verliehen worden. Am 15. Februar 1899 ging die Zeche Fridolin mit der benachbarten Zeche Eiberg eine Konsolidation ein. Seither wurde dieses Grubenfeld von Zeche Eiberg abgebaut.
Im Jahre 1960 wurde die Fridolinstraße in Essen-Horst nach der Zeche benannt.